# Asesinatos de Wonderland
Los Asesinatos de Wonderland (Wonderland Murders en inglés) también conocidos como los asesinatos de los Cuatro en el Piso (Four on the Floor Murders en inglés) o los asesinatos de Laurel Canyon, son cuatro asesinatos sin resolver que ocurrieron en Los Ángeles, California, Estados Unidos, el 1 de julio de 1981. Se supone que cinco personas fueron asesinadas en la conocida casa de drogas de la pandilla Wonderland, tres de las cuales, Ron Launius, William "Billy" Deverell y Joy Miller, estaban presentes. Launius, Deverell y Miller, junto con la novia de un cómplice, Barbara Richardson, murieron a causa de lesiones extensas por traumatismo con objeto contundente. Solo la esposa de Launius, Susan, sobrevivió al ataque, presuntamente planeado por la figura del crimen organizado y propietario de un club nocturno, Eddie Nash. Nash, su secuaz Gregory Diles, y la estrella porno John Holmes fueron arrestados, juzgados y absueltos en varias ocasiones por su participación en los asesinatos.

## Robo de Nash
La Pandilla de Wonderland se centró en una casa adosada alquilada en 8763 Wonderland Avenue, en la sección Laurel Canyon, Los Ángeles, California, su fue líder Ronald Lee "Ron" Launius; el segundo al mando William Raymond "Billy" DeVerell; la novia de DeVerell, Joy Audrey Gold Miller, quien también era la arrendataria de la casa adosada; Tracy Raymond McCourt; y David Clay Lind. Los cinco estaban involucrados en el consumo y el tráfico de drogas.

No fue hasta el 29 de junio de 1981, Launius, DeVerell, Lind y McCourt cometieron una invasión de hogar brutal y un robo a mano armada en la casa de Eddie Nash, propietario de un club nocturno y figura del crimen organizado. El incidente resultó en que el guardaespaldas de Nash, Gregory Dewitt Diles, recibiera un disparo y resultara herido. Nash sospechó de la estrella porno John Holmes había estado involucrado, ya que había estado en la casa de Nash tres veces la mañana del ataque (momentos en los que Holmes dejó la puerta corredera abierta). Nash envió a Diles a buscar a Holmes para interrogarlo; Diles supuestamente vio a Holmes caminando por Hollywood, usando uno de los anillos de Nash y lo trajo de vuelta. Scott Thorson, un exnovio de Liberace que estaba en la casa de Nash para comprar drogas, afirmó que vio cómo ataban a Holmes a una silla, lo golpeaban repetidamente y amenazaban a su familia, hasta que reveló las identidades de los agresores.

## Antecedentes del crimen
La banda de Wonderland estaba conformada por varias personas relacionadas con el tráfico de drogas en Los Ángeles en las décadas de los 70 y 80, que vivían en una casa alquilada en la Avenida Wonderland (de ahí su nombre) en la sección de Laurel Canyon en Los Ángeles. Entre sus miembros estaban el líder Ronald Launius, William R. Deverell, su mano derecha, David Clay Lind, antiguo amigo de Launius, Joy Audrey Gold, novia de Deverell, y Tracy Raymond McCourt. Todos estos eran tanto vendedores como adictos a las drogas. 
El 28 de junio de 1981, los cinco miembros estaban reunidos con John Holmes, también un conocido drogadicto, planeando un robo a la residencia de Eddie Nash, emprendedor y narcotraficante y dueño de varios clubs. Holmes, cliente de Nash, solía visitar su casa para comprarle drogas. En una de estas visitas, echó un vistazo a la casa y abrió una puerta trasera para facilitar el robo.

## Hechos

### Robo
La mañana del 29 de junio de 1981, DeVerell, Launius, Lind y McCourt fueron a la casa de Eddie Nash. McCourt se quedó vigilando dentro del automóvil (un Ford Granada, también robado), mientras los otros tres entraron por la puerta que había abierto Holmes. Tomaron a Nash y a su guardaespaldas, Gregory Diles, por sorpresa y los ataron de manos. Robaron grandes cantidades de joyas, dinero y drogas y amenazaron con matar a sus prisioneros. Luego volvieron a la casa rentada para repartir el botín entre los involucrados (excepto Holmes y McCourt).
Nash, que ya sospechaba de Holmes, ordenó a Diles que lo trajera a su residencia. Fue encontrado en las calles de Hollywood, usando uno de los anillos que fueron robados a Nash. Nash y Diles lo golpearon hasta que identificó a la banda de Wonderland como los perpetradores del robo. Scott Thorson, novio de Liberace, presenció la golpiza.

### Asesinatos
En la mañana del primero de julio de 1981, dos días después del robo, un grupo de personas ("tres figuras sombrías", según la sobreviviente Susan Launius) entró a la casa en el 8763 Ave. Wonderland. Miller, DeVerell y Launius estaban presentes, además de Susan Launius y Barbara Richardson, esposa y novia de Launius y Lind, respectivamente. Los cinco fueron golpeados repetidamente con barras de hierro. Susan fue la única que sobrevivió, pero aun así sufrió heridas graves. John Holmes también estaba presente, como lo evidencian sus huellas, pero se desconoce si participó o no en la matanza.
David Clay Lind no fue atacado porque pasó la noche en un motel del Valle de San Fernando, consumiendo drogas y participando en una orgía. Poco después de que los asesinatos fueron reportados a los medios, Lind contacto a la policía y acusó a Nash y a Holmes, iniciando así la investigación.

## Acciones policiales y juicios
Los agentes del Departamento de Policía de Los Ángeles (LAPD) los detectives Tom Lange y Robert Souza dirigieron la investigación del asesinato y registraron la casa de Nash unos días después del crimen. Allí encontraron más de $ 1 millón en cocaína, así como algunos artículos robados de la casa adosada de Wonderland Avenue.
Una teoría inicial de los asesinatos centrados en Holmes. Después de que su impresión de palma izquierda fue encontrada en la escena del crimen en la cabecera de Launius, fue arrestado y acusado de cuatro cargos de asesinato en marzo de 1982. El fiscal, el diputado de Los Ángeles fiscal de distrito Ron Coen, intentó probar Holmes fue un participante dispuesto que traicionó a la pandilla después de no obtener una parte completa del botín del robo de Nash. Sin embargo, los abogados defensores designados por la corte de Holmes, Earl Hanson y Mitchell Egers, presentaron con éxito a Holmes como una de las víctimas, que habían sido obligados por los verdaderos asesinos a darles la entrada a la casa antes de que se produjeran los asesinatos.
Después de un juicio publicitado de tres semanas, Holmes fue absuelto de todos los cargos penales el 26 de junio de 1982. Para negarse a testificar o cooperar con las autoridades, pasó 110 días en la cárcel por desprecio de la corte. Después de los asesinatos, su primera entrevista en un periódico fue en julio de 1981, la primera esposa de Holmes, Sharon Gebenini Holmes, dicho que le había dicho que había conocido a la gente en la casa de Wonderland Avenue, y había estado allí poco antes de que ocurrieran los asesinatos. Ella no divulgó ninguna información adicional a la policía. En abril de 1988, un mes después de la muerte de Holmes, Gebenini declaró en una entrevista con el Los Angeles Times que en la mañana de los asesinatos, Holmes había llegado a su casa con sangre salpicada de su ropa y contó cómo se enfrentó a tres matones a la casa de drogas fuertemente asegurada en Wonderland Avenue, los escoltaba y se puso de pie mientras golpeaban a las cinco personas adentro. Ella dijo que Holmes nunca le dijo los nombres de los otros tres asaltantes.
Holmes murió por complicaciones debido al sida el 13 de marzo de 1988. Un mes antes de su fallecimiento, 2 detectives del LAPD visitaron a Holmes en un hospital del Departamento de Asuntos de los Veteranos de los Estados Unidos donde estaba convaleciendo para cuestionarlo sobre los asesinatos. Nada salió de la visita porque Holmes apenas estaba despierto, y sus respuestas a sus preguntas fueron incoherentes.
En 1990, Nash fue acusado en el Tribunal Estatal de California de haber planeado los asesinatos, y Diles fue acusado como participante. Thorson testificó en su contra, pero el juicio terminó con un voto de 11-1 por condena.
 Un segundo juicio en 1991, terminó en absolución para Nash y Diles. Diles falleció debido a una Insuficiencia hepática.
En el 2000, después de una investigación conjunta de cuatro años que involucró a las autoridades locales y federales, Nash fue arrestado y acusado por cargos federales bajo la Ley de organizaciones corruptas (RICO) por ejecutar tráfico de drogas y Lavado de dinero Operación, conspirando para llevar a cabo los asesinatos en el país de las maravillas, y soborno el único miembro del jurado de su primer juicio. Nash, ya en sus setenta y sufriendo de enfisema y otras dolencias, acordó un trato de culpabilidad en septiembre de 2001. Admitió haber sobornado al solitario en su primer juicio con $ 50,000, y se declaró culpable por lavado de dinero. También admitió haber ordenado a sus asociados que recuperaran la propiedad robada de la casa de la Avenue Wonderland, lo que podría haber resultado en violencia, incluido el asesinato, sin embargo, negó haber planeado los asesinatos. También admitió haber ordenado a sus asociados que recuperaran la propiedad robada de la casa de la Avenue Wonderland, lo que podría haber resultado en violencia, incluido el asesinato, sin embargo, negó haber planeado los asesinatos. Al final, Nash recibió una oración de prisión 4 1⁄2-año y una multa de $ 250,000 dólares.